# Laeliocatonia
Laeliocatonia (abreviado Lctna) en el comercio. es un híbrido intergenérico entre los géneros de orquídeas Laelia, Cattleya y Broughtonia.